# Kanadské rezidenční školy pro původní obyvatele

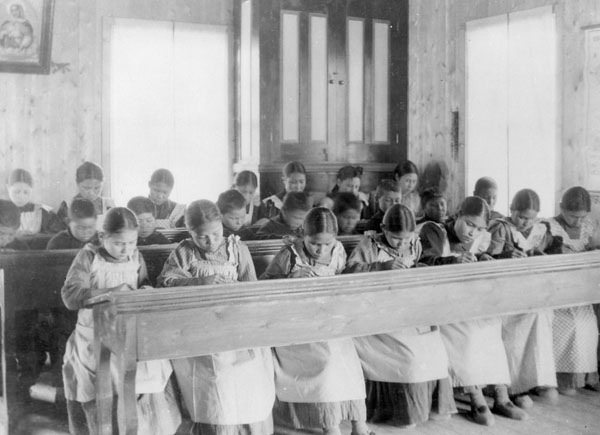
Třída během vyučování v římskokatolické internátní škole v Fort Resolution.

Kanadské rezidenční školy pro původní obyvatele bylo označení pro síť povinných internátních škol určených pro převýchovu původních obyvatel dnešní Kanady. Školy byly zřízeny kanadskou vládou a vedeny křesťanskými církvemi. Účelem těchto škol bylo izolovat děti původních obyvatel od jejich vlastní kultury a náboženství a asimilovat je do vznikající dominantní kanadské kultury. Křesťanská výchova obvykle představovala polovinu celkového učiva těchto škol. Systém fungoval přibližně jedno století, během kterého bylo ve školách umístěno zhruba 150 000 dětí. Život v internátních školách byl spojen s fyzickými tresty a špatnými hygienickými a životními podmínkami. 
Počet dětí, které v nich zemřely není kvůli chybějícím záznamům přesně známý. Odhady stanovují počet obětí na 3 200 až 30 000 zemřelých. 
Zároveň je odhadováno, že sexuálního zneužívání se na školách dopouštělo na 5 000 pečujících osob, trest byl ale zatím uložen jen několika desítkám z nich. 

## Historie
První internátní školu pro původní obyvatelstvo založili Františkáni v roce 1620 v Novém Skotsku, kvůli nízkému zájmu však byla roku 1629 zavřena. Začátkem 19. století začaly různé církve zakládat své internátní školy, účast v nich zatím nebyla povinná. Ve 20. a 30. letech zesílily snahy o potlačení společenského postavení původního obyvatelstva. Hlavním důvodem bylo vlastnictví půdy, o kterou stáli farmáři přijíždějící z Evropy, dále bylo rozhodnuto, že původní obyvatelé již nadále nejsou nezbytní jakožto váleční spojenci.
Ucelenější systém internátních škol pro původní obyvatele začal vznikat v polovině 19. století, ale hlavní oporu získal Zákonem o indiánech z roku 1876 (ten např. určoval, že děti původního obyvatelstva jsou svěřenci vlády). Od roku 1894 se stal pro děti původních obyvatel pobyt v internátních školách povinným. Školy byly přitom umísťovány v místech vzdálených od území původních obyvatel, aby bylo co možná nejvíce zamezeno kontaktu s rodinami. Styk rodičů s dětmi byl dále omezen přijetím opatření omezujících vycestování původních obyvatel z rezervací. Školy fungovaly ve všech provinciích a teritoriích s výjimkou Nového Brunšviku a Ostrovu prince Edvarda. 
Koncem 19. století fungovalo v rezidenčních školách vzdělávání na základním, pro dospívající ve věku 15-18 let byly zřízeny průmyslové školy. Roku 1910 se však změnila politika vůči původnímu obyvatelstvu. Již nebylo cílem obyvatele asimilovat do většinové komunity imigrantů, ale naopak je segregovat a uzavřít v rezervacích. Roku 1922 byl proto zcela zrušen koncept průmyslových škol a dospívající byli v 15 letech navraceni do původních komunit s minimem znalostí či dovedností. Od roku 1920 byla ustanovena povinná školní docházka pro původní obyvatelstvo, čímž počet dětí v těchto školách vzrostl.
V roce 1969 přešly veškeré rezidenční školy pod správu kanadské federální vlády. Zároveň v roce 1970 přešla první rezidenční škola pod správu původního obyvatelstva, jednalo se o školu Blue Quills. Poslední internátní škola byla uzavřena až v roce 1997.

### Vývoj kanadské politiky vůči původnímu obyvatelstvu[1]
- 1840-1910: období asimilace (cílem bylo zcela začlenit příslušníky prvních národů do většinové kanadské společnosti a smazat veškeré rozdíly),
- 1910-1951: období segregace (asimilace se ukázala jako nereálná, původní obyvatelé proto byli vedeni k fungování v uzavřených rezervacích),
- 1951-1970: období integrace (původní obyvatelé mají být zapojeni do většinové společnosti, včetně jejích institucí),
- 1970-doposud: sebeurčení a sebeřízení v rámci vymezených limitů.

## Podmínky v internátních školách a jejich důsledky

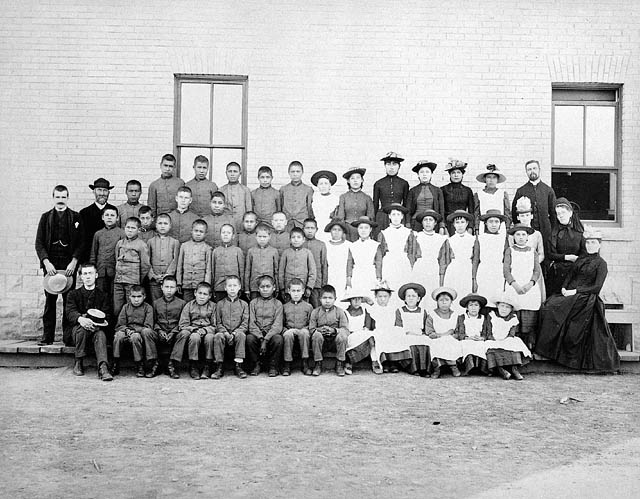
Indiánská průmyslová škola sv. Pavla, Middlechurch, Manitoba. (1901)

Školy zásadně uškodily vývoji dětí původních obyvatel, a to zejména jejich odebráním z rodin, nucenou kulturní převýchovou včetně trestání mluvení mateřským jazykem (např. výpraskem, taháním za uši nebo vymývání úst mýdlem) a dále jejich ponižováním a vystavením fyzickému i sexuálnímu zneužívání. Již v roce 1889 se objevila první obvinění ohledně sexuálního zneužívání dívek jedné z internátních škol (Ruperts Land School v Selkirku), ředitel byl za své jednání napomenut.   
Toto zacházení s dětmi původních obyvatel je považováno za kulturní genocidu - jeho účelem bylo "zabít Indiána v dítěti".  
Po dovršení převýchovy získali dospívající status běžného občana, čímž jim byl současně odebrán status Indiána. Poté, co byli od raného věku vytrženi ze své kultury a přeučeni mluvit francouzsky nebo anglicky a chovat se jako většinoví Kanaďané, zažívali útrapy jak při pokusu o navrácení se do svých původních domovů, tak ale také při snahách žít v rasově segregační společnosti kanadských měst. 
Systém byl úspěšný ve svém cíli zpřetrhat vazby převychovaných původních obyvatel na svou vlastní kulturu a tím ji přestali dále přenášet na další generace. Toto vše vedlo u převychovaných často k posttraumatické stresové poruše, alkoholismu, drogové závislosti nebo k sebevraždám. Mnoho z přeživších internátních škol, ale i jejich potomci, kteří již osobně do internátních škol nedocházeli, se s důsledky zacházení v internátních školách vyrovnávají dodnes. Přeživší internátních škol popisují např. problémy s výchovou vlastních dětí a další výše zmíněné symptomy. Kanadská vláda investuje do odškodnění přeživších, ale také do vytvoření podpůrných služeb pro ně (např. speciální krizové linky pro přeživší).  

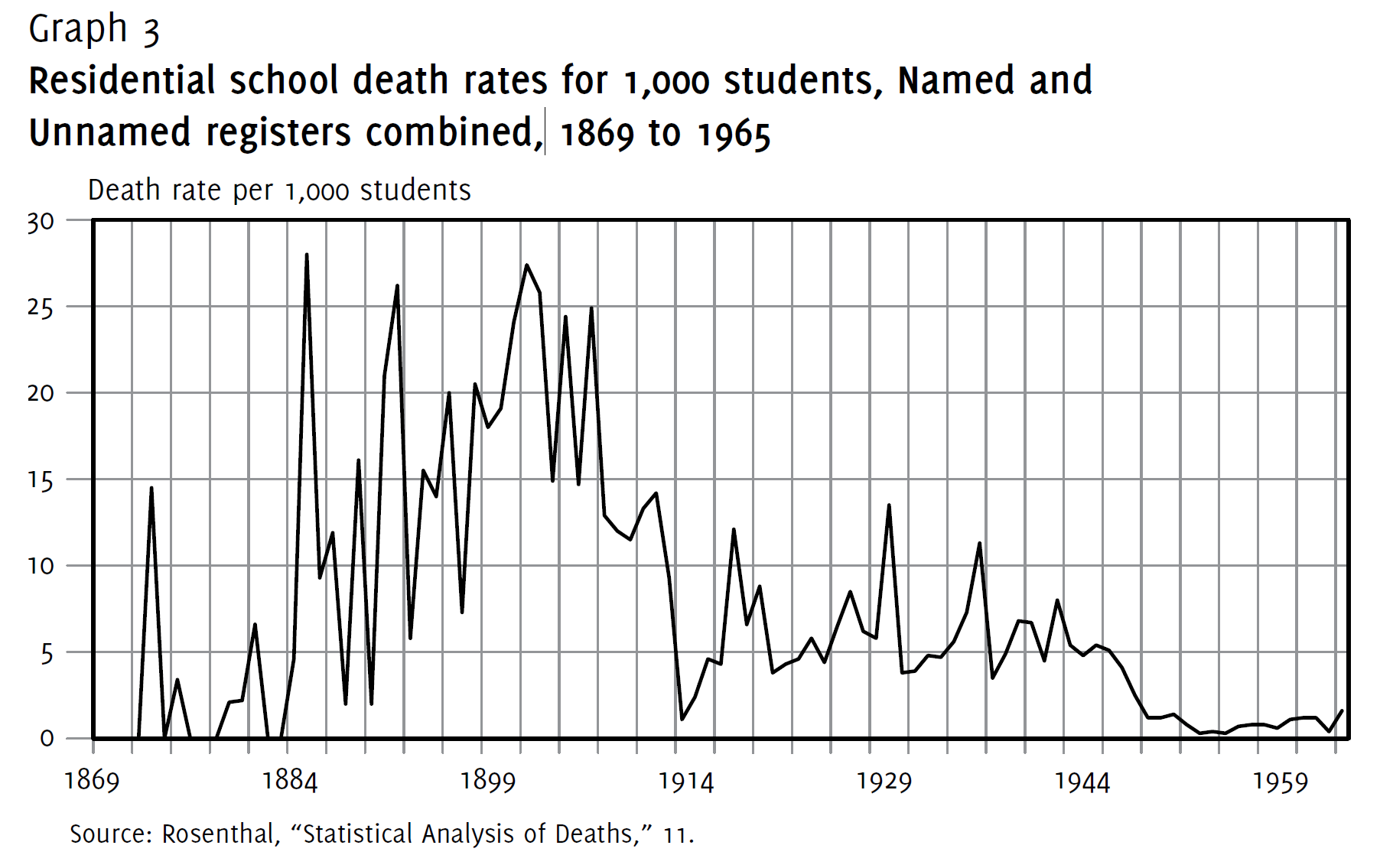
Podíl úmrtí na 1000 žáků internátních škol v letech 1869 až 1965.

### Úmrtnost
Úmrtí žáků byla v internátních školách pro původní obyvatele běžná, a to zejména kvůli špatnému stavu a údržbě budov. Přesné údaje o počtu zemřelých dětí se kvůli špatnému vedení nebo zničení záznamů nedochovaly. Vládní Komise pro pravdu a usmíření v roce 2015 provedla rozhovory se 7 000 přeživšími. Na základě toho uvedla, že se podařilo doložit úmrtí 3 201 žáků, přičemž příčinami smrtí byly hlavně nemoci. Současně konstatovala, že počet úmrtí by mohl ve skutečnosti být až 6 000 žáků. Ještě větší množství jich zažilo emoční, fyzické a sexuální zneužívání. 
Dochovala se také zpráva z roku 1906 od lékaře Petera Bryce, který tehdy pracoval pro vládu Kanady. V ní konstatoval, že úmrtnost původních obyvatel je dvojnásobná až trojnásobná oproti většinové populaci Kanady. Za hlavní příčinu uvedl epidemii tuberkulózy. Za zdroj jejího šíření označil také špatnou zdravotní péči a nedostatek větrání v internátních školách. V roce 1907 ve své další zprávě uvedl, že se vzhledem k tragickým podmínkám v internátních školách sám diví, že situace není ještě horší. Roku 1909 v další zprávě napsal, že mezi lety 1894 a 1908 v internátních školách na západě Kanady vzrostla úmrtnost žáků z 30 % na 60 % po pěti letech pobytu. 
Epidemie nemocí však pravděpodobně nebyla jediným důvodem vysoké úmrtnosti v internátních školách. Svědectví dokládají, že některé děti zemřely po neadekvátních fyzických trestech a bitích, často před zraky ostatních, aby tak posloužily jako výstraha. Některé děti také zemřely při pokusu o útěk (např. utonutím). Výjimkou také nebyly sebevraždy přeživších a to dokonce i ve vyšším věku, což dokládají svědectví jejich vlastních dětí.  

## Vyrovnávání se s minulostí
Zprávy Petera Bryce byly neveřejné až do roku 1922, kdy vydal knihu The Story of a National Crime: Being a Record of the Health Conditions of the Indians of Canada from 1904 to 1921. V ní uvádí, že vysoké úmrtnosti šlo zamezit izolací nakažených dětí (v té době ještě nebyla vyvinuta účinná antibiotika).

### Vyšetřování zmizelých dětí a neoznačených hrobů
V letech 1920 a 1922 byl vládou najmut lékař F. A. Corbett, aby prošetřil zdravotní stav dětí v internátních školách. Došel přitom ke stejným závěrům jako Bryce. V jedné škole v Albertě našel třídu, ve které byla polovina dětí nakažená tuberkulózou. V jiné škole u Calgary, ve které bylo umístěno 33 studentů, bylo 29 nakažených. V jedné z tamních tříd našel 16 nakažených dětí krátce před smrtí, které učitelé nutili sedět v lavicích a pokračovat ve výuce.
Komise pro pravdu a usmíření ve své zprávě dále popsala, že praxí škol bylo nevracet těla zemřelých dětí rodičům, a to hlavně kvůli omezení nákladů na převoz a poplatků za pohřeb. Těla proto byla pohřbívána na pozemcích škol v neoznačených hrobech. Pro stanovení přesných počtů zemřelých chybí dostatečné záznamy. Když Komise pro pravdu a usmíření zjistila možný rozsah úmrtí a praxe pohřbívání v neoznačených hrobech, zřídila pro toto téma vlastní pracovní skupinu a požadovala po vládě v roce 2009 v přepočtu 1,5 milionu amerických dolarů na další výzkum. Vláda však tento dodatečný výdaj odmítla.
I přesto v posledních letech probíhají výzkumy za pomoci radarů a termovize. Pro výzkum byly najaty drony kanadské firmy AltoMaxx, místa pro výzkum byla vybrána na základě svědectví přeživších. V květnu 2021 byly objeveny ostatky 215 dětí poblíž internátní školy ve městě Kamloops v Britské Kolumbii. O měsíc později následoval ještě hrůznější objev ostatků více než 750 lidí, převážně indiánských dětí, na místě bývalé internátní školy v Marievalu v provincii Saskatchewan. A na konci června 2021 došlo dále k objevu 182 neoznačených hrobů u bývalé školy u města Cranbrook v Britské Kolumbii. V září roku 2023 jsou uváděny odhady lehce převyšující 10 000 ostatků nalezených v hrobech v blízkosti rezidenčních škol na území celého kontinentu. 

### Oficiální omluvy
Prvních omluv se původní obyvatel dočkali v osmdesátých a devadesátých letech 20. století, a to zejména od menších křesťanských církví. V roce 2008 přednesl první veřejnou omluvu jménem vlády Kanady tehdejší premiér Stephen Harper. Tato omluva následovala pár dní po zřízení oficiální Komise pro pravdu a usmíření, jejímž úkolem bylo vyšetřit zločiny spáchané v rámci rezidenčních škol. Komise zveřejnila výsledky svého vyšetřování v roce 2015 v rozsáhlé zprávě. Hlavním závěrem zprávy bylo, že systém rezidenčních škol způsobil kulturní genocidu původních obyvatel. V roce 2017 zopakoval omluvu za vládu Kanady premiér Justin Trudeau.  
Téma se znovu rozdmýchalo v roce 2021, kdy bylo nalezeno přes tisíc neoznačených hrobů dětí na pozemcích bývalých internátních škol. Původní obyvatelé dlouho čekali na oficiální omluvu od Katolické církve. Té se dočkali v červenci roku 2022, kdy papež František žádal během své návštěvy v Maskwacisu (Alberta) příslušníky Prvních národů o odpuštění. Papež při této příležitosti navštívil místní hřbitov, kde se nacházejí neoznačené hroby dětí původních obyvatel. Tato návštěva však vyvolala kontroverze mezi původními obyvateli, kterým vadí, že papež do Kanady přijel až na základě jejich opakovaných žádostí.  

### Den oranžové košile
V roce 2021 byl v Kanadě ustaven Národní den pro pravdu a usmíření na 30. září. Tento svátek vznikl na základě iniciativy Phyllis Jack Webstad, jedné z přeživších rezidenčních škol. Své jméno tento den nese po zážitku, který Phyllis Webstad zažila v šesti letech při svém nástupu do internátní školy. Během něho byla svlečena donaha a byly jí odebrány veškeré osobní předměty, včetně nové oranžové košile, kterou si vybrala pro svůj první školní den. 

## Příklady z dalších zemích
Obdobné školy byly zřizovány na dalších kolonizovaných územích, např. v Austrálii a na Novém Zélandu (tam bylo jejich účelem vytvořit elitní vrstvu původních obyvatel, která bude vést původní komunity), v Jižní Americe, v Tichomoří, v Africe, na Blízkém východě (zde bylo záměrem vychovat vyjednavače, kteří budou zprostředkovávat mezi původním obyvatelstvem a kolonialisty), ale také v Sovětském svazu či Číně. Častým záměrem těchto škol bylo konvertovat původní obyvatelstvo na křesťanskou víru. V Evropě se nacházely v severském Laponsku a byly do nich umisťovány děti příslušníku kmene Sámi. 
V některých zemích byly rezidenční školy vnímány původním obyvatelstvem pozitivně, protože byly vnímány jako prostředek jak dětem zařídit uplatnění ve vyšších společenských vrstvách. V mnoha případech se ale ukázalo, že děti jsou připravovány spíše na vykonávání méně kvalifikovaných prací. 